# Gino Cantarelli
Gino Cantarelli, né en 1889 à Mantoue et mort en 1950, est un artiste futuriste italien. Il est également l'auteur de poèmes dadaïstes en italien et en français,
En 1920, il publie un manifeste futuriste dédié aux feux d’artifice,.